# Bolbogonium kabakovi
Bolbogonium kabakovi is een keversoort uit de familie cognackevers (Bolboceratidae). De wetenschappelijke naam van de soort werd in 1976 gepubliceerd door Nikolajev.